# Иван Александрович (князь рязанский)
Иван Александрович — великий князь Рязанский, правивший после изгнания Ивана Коротопола из Переяславля-Рязанского Ярославом Александровичем Пронским в 1342 году или во всяком случае со смерти в 1344 году Ярослава Александровича (в Пронске).
Ярослав в 1342 году пришёл с ярлыком на рязанское княжение и ордынцами, взял Рязань, но ушёл в Ростиславль-Рязанский. Часть историков считают, что следует читать Переяславль, а часть историков делают вывод о перенесении столицы княжества на 2 года в Ростиславль. В договорных грамотах, приводящих последовательность рязанских князей, упоминаются подряд Иван Ярославич (уб. 1327), Иван Коротопол, Иван Александрович и Олег Иванович; Ярослав не упоминается.
Иван Александрович, упоминаясь в договорных грамотах, не упоминается в летописях, в то время как Василий Александрович упоминается в летописях (1 раз в связи со своей смертью в 1351 году), но не упоминается в договорных грамотах. Часть историков склонны отождествлять Ивана с Василием, а составители Русского биографического словаря обратили внимание на то, что в Львовской летописи под 1351 годом говорится о смерти Василия, сына Ярослава Александровича, что может являться разрешением казуса.
В 1351 году на престол вступил ещё юный Олег Иванович (под 1353 впервые упоминается летописью в Рязани, но был ещё молод). Долгое время, под влиянием Государева Родословца, великий князь Олег Иванович Рязанский считался сыном Ивана Коротопола, и эта информация ставится ещё иногда в ряде генеалогических публикаций. Однако ещё в 1850-х историком Д. И. Иловайским было доказано, что на самом деле его отец — рязанский князь Иван Александрович, и то же можно прочесть, например, у Е. В. Пчелова, современного специалиста по истории Рюриковичей, и у ряда других историков. Сам Олег Иванович в грамоте Ольгову монастырю чётко назвал своим отцом Ивана Александровича. Как правило, Иван Александрович считается братом Ярослава пронского, хотя в договорных грамотах Иван Коротопол и Иван Александрович упоминаются как представители одного поколения, в то время как двоюродным братом Ивана Коротопола был сам Александр Михайлович Пронский, а не его сыновья. Также Владимир Ярославич Пронский в одной из летописей назван зятем Олега Ивановича, что невозможно, если они были двоюродными братьями. Данное обстоятельство побудило некоторых историков предположить существование Александра Ярославича, который мог княжить в Рязани до Ивана Ярославича (между 1306/1308 и 1320) или после него (между 1327 и 1340).

## Семья
Отец: князь рязанский Александр Ярославич или князь пронский Александр Михайлович.
Братья и сёстры:
- Василий[1][2] (ум. 1351) — князь пронский, великий князь рязанский (до 1351). Либо Иван и Василий одно лицо, либо Василий сын Ярослава Александровича Пронского.
- Анна — замужем за князем брянским Дмитрием Ольгердовичем.

Дети:
- Олег[1] — великий князь Рязанский (1349—1402).
- Анастасия — с 1371 года жена татарского мурзы Салахмира.